# آگودا پرز لوپز
آگودا پرز لوپز (اسپانیایی: Águeda Pérez López؛ متولد ۵ ژانویه ۱۹۷۴) تکواندوکار مکزیکی، متولد مکزیکوسیتی است.
او در بازی‌های المپیک تابستانی ۲۰۰۰ در سیدنی شرکت کرد.